# Eugnamptus bakeri
Eugnamptus bakeri là một loài bọ cánh cứng trong họ Rhynchitidae. Loài này được Voss miêu tả khoa học năm 1941.